# Aprostocetus phragmitinus
Aprostocetus phragmitinus är en stekelart som först beskrevs av Erdös 1954.  Aprostocetus phragmitinus ingår i släktet Aprostocetus, och familjen finglanssteklar. Arten är reproducerande i Sverige.